# Constituição portuguesa de 1838

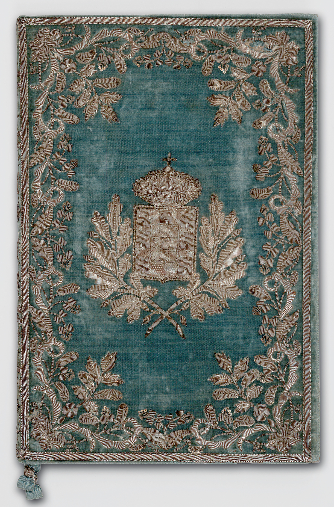
Capa do exemplar que pertenceu ao Senado de Portugal, Arquivo Histórico Parlamentar.

A Constituição Política da Monarquia Portuguesa de 1838 foi o terceiro texto constitucional português.

## História
Após a Revolução de Setembro, em 1836, a Carta Constitucional foi abolida e em seu lugar reposta em vigor, a título provisório, a Constituição Política da Monarquia Portuguesa de 1822, tendo sido convocadas Cortes Constituintes destinadas a redigir uma nova constituição, a qual viria a ser concluída e jurada em 4 de abril de 1838 pela rainha D. Maria II.
Foi como que uma síntese dos textos de 1822 e 1826, ocupando um lugar intermédio. Foi influenciada pelos textos anteriores, e ainda pela Constituição belga de 1831 (relativamente à organização do senado) e pela Constituição espanhola de 1837 (pelo seu espírito conciliatório das duas formas extremas de constitucionalismo monárquico).
As suas características fundamentais são o princípio clássico da tripartida dos poderes, o bicameralismo das Cortes (Câmara dos Senadores e Câmara dos Deputados), o veto absoluto do rei e a descentralização administrativa. Define também no art.º 98 a exclusão dinástica definitiva do ex-infante D. Miguel de Bragança e de todos os seus descendentes (ou seja, o ramo Miguelista). Esta Constituição reafirma a soberania nacional, restabelece o sufrágio universal directo e elimina o poder moderador.
Contudo, foi efémera a sua vigência — em 10 de fevereiro de 1842, Costa Cabral é saudado com vivas à Carta na sua chegada ao Porto, e ao regressar a Lisboa procede a um golpe de Estado e restaura a Carta Constitucional de 1826.